# 내털리 트랜
내털리 타일러 트랜(Natalie Tyler Tran, 베트남어: Trần Tố Hân, 한자: 陳素欣 (진소흔), 1986년 7월 23일 ~ )은 오스트레일리아 시드니 출신의 유명한 유튜브 비디오 블로거이며, 유튜브 닉네임은 'communitychannel'을 사용하고 있다.
 나탈리는 유머있는 독백과 혼자서 진행하는 촌극덕에 유튜브에서 가장많은 구독자를 거느린 호주인 유튜버가 되었다.

## 생애
나탈리의 부모님은 1981년에 오스트레일리아로 온 베트남인 난민이다. 나탈리의 부모님은 각각 베트남에서 변호사와 문학교수였으나 오스트레일리아에서는 우편공무원과 공립학교교사가 되었다. 나탈리는 시드니에서 자랐으며, 고등학교 졸업후 뉴사우스웨일스 대학교에서 교육학을 전공하였으나 2년후에 디지털미디어과로 전과하였다.

## 인기
2012년 9월 기준으로, 나탈리의 유튜브채널에는 293개의 비디오가 올려져있으며, 현재까지 오스트레일리아에서 가장 많은 구독자수를 가지고 있는 채널이다. 그리고 전세계적으로는 유튜브 구독자수 26위를 기록하고있으며, 감독으로서는 전세계적으로 7번째 많은 구독자를 가지고있다. 또한, 현재까지 유튜브에서 58번째로 많은 조회수를 기록하고있다. 나탈리는 마이클 버클리가 주최한 미스 유튜브 콘테스트에서 1위를 차지한 경력이 있다. 나탈리의 첫 비디오는 2006년 9월 25일에 제작되었다.
나탈리는 100만명 이상의 구독자수를 가지고있으며, 나탈리의 비디오들은 총합 4억 600만회 이상의 조회수를 기록하고있다. 이러한 인기로 인하여 나탈리는 아래와 같은 다양한 매스컴의 주목을 받았다. The Sydney Morning Herald, Western Australia Today, B&T Magazine, Venus Zine. Der Spiegel, Báo Viêt Luận Online, Việt Tribune, VnExpress, Triple J, Hot30 Countdown, mk 뉴스. 미국인 유튜브 비디오 블로거인 Ben Going의 베지마이트를 비하하는 비디오에 대한 응답으로 나탈리가 올린 베지마이트 변호비디오는 오스트레일리아의 텔레비전 프로그램인 A Current Affair에 베지마이트 전쟁의 한 부분으로 2007년 2월에 소개되었다. 나탈리의 최고 조회수 기록 비디오는 2012년 4월 기준으로 3천 4백만회 이상의 조회수를 기록하였으며 그 후에도 조회수는 상당한 속도로 증가하고있다.
나탈리는 창의성과 인터넷에서의 인기로인해 여러경로로 인식되었다. 나탈리는 오스트레일리아판 유튜브가 2007년에 공개되었을 때 초대받은 오스트레일리아의 유튜브 유명인사중 하나였다. 나탈리는 현재 The Sydney Morning Herald지의 기술에 대한 비디오 블로그인 Digital Life에 토론자와 실생활 기자로서 메인진행자이자 저널리스트인 Séamus Byrne의 보조를 받으며 참여하고있다.Digital Life에서의 나탈리의 풍자물은 특별히 이를 위해 제작되었음에도 불구하고 나탈리의 유튜브 영상물과 거의 동일한 방식과 스타일로 제작되었다. 나탈리는 2009년 5월 시드니현대미술관에서 "Creative Sydney"의 진행자를 맡은 경력이 있다. 나탈리는 Mashable지의 2009년 Open Web Awards에서 "최고의 유튜브 채널 또는 성격"과 "가장 재미있는 유튜브 채널"분야에 후보로 지명되었다. 나탈리는 미국 캘리포니아주 몬터레이에서 열린 2010 Entertainment Gathering (EG) 컨벤션의 발표자중 하나였다. 같은 해 나탈리는 캐나다 토론토에서 열린 ideaCity의 발표자를 맡기도 하였다. 2010년, 동영상 분석업체인 TubeMogul에서는 나탈리를 유튜브 광고부문에서 최고 수익자 상위 10명중에서 10위로 선정하였다. 나탈리는 101,000달러의 수익과 138,871,829회의 조회수를 기록하였다. 이러한 특이한 인기와 높은 수익으로 인하여 대한민국의 언론에도 잠시 소개된바가 있다. 유튜브에서 발표한 자료에 따르면 나탈리의 채널은 2011년 3월의 한주에는 오스트레일리아의 대다수 유명 텔레비전쇼보다 많은 시청률을 기록하였다고한다. 2010년 11월, 나탈리는 론리 플래닛에서 후원하는 전세계 대장정을 떠났다. 나탈리는 오스트레일리아의 토크쇼인 The Project의 멜버른, 퍼스, 애들레이드, 시드니, 브리즈번의 주말 이벤트를 소개하는 Metro Whip Segment 코너의 시드니 주재원이다. 나탈리는 2011년 9월 4일에 오스트레일리아의 게임쇼인 Talkin' 'Bout Your Generation의 시리즈 3에 게스트로 출연한적이있다.

## 비디오
나탈리의 비디오는 전형적으로 나탈리가 카메라앞에서 풍자를 곁들인 독백을 하는 형식으로 진행된다. 일반적인 주제로는 친구의 선물에 얼마만큼의 돈을 써야하는지나 적절한 전화 예절 등에 대한 사회적 딜레마에 대한 의식의 흐름을 사용한 해설뿐 아니라 관찰적 유머와 자기비하 유머가 있다. 이 주제들에대한 예를 들자면 광고주들의 이상하고 판에박힌 관행을 조롱하거나 초음파의사의 장난이 있다. 종종 나탈리는 다른 유튜브 비디오의 패러디영상을 올리기도한다. 그 중 가장 유명한 비디오는 "식스팩 복근을 만드는법"에대한 패러디가 있다. 이 비디오는 나탈리의 비디오중 최고 조회수를 기록하고있다. 조금 더 진지한 소재의 경우에는 나탈리의 2009년 2월 빅토리아주 산불에 대한 응답이 있다.
나탈리는 대부분의 경우 포르노 영화에 나올법한 음악을 배경으로 지난 비디오에 달린 덧글을 보여주며 그에 대한 답변을 하는 "포르노 뮤직/코멘트 타임"이라는 코너로 비디오를 끝을낸다.
2009년 초에 나탈리는 "There's no time!!! Last words"라는 제목의 비디오에서 호주의 전통 디저트인 래밍턴의 조리법을 알려주는 비디오를 만들겠다고 약속했으나 지금까지 올라오지 않았다. 이로 인해 실망한 많은 팬들은 나탈리의 비디오네 유머있는 댓글로 그 실망감을 종종 표출하기도 한다.
추가적으로 제작하는 일반적인 비디오는 론리 플래닛에 올리는 여행 비디오가 있다. 이 비디오들은 나탈리의 세계 각지의 여행지에서의 경험을 나탈리 특유의 유머감각을 바탕으로 제작되었다.
2011년 7월에 포브스지와의 인터뷰에서 나탈리는 미래에대한 불확신을 이유로 비디오 제작을 중단하고 작가활동을 하는 것을 고려하고 있다고한다.